# Stephen Covey
Stephen Richards Covey (n. 24 octombrie 1932, Salt Lake City, Utah, SUA – d. 16 iulie 2012, Idaho Falls⁠(d), Idaho, SUA) a fost un profesor, autor, om de afaceri și orator american. Cartea sa cea mai populară este 7 Habits of Highly Effective People (în română Cele 7 deprinderi ale oamenilor eficienți). Alte cărți ale sale includ: Dă prioritate priorităților, Conducerea bazată pe principii, The 7 Habits of Highly Effective Families, A opta deprindere - De la Eficiență la Măreție și The Leader In Me: How Schools and Parents Around the World Are Inspiring Greatness, One Child at a Time. În 1996, revista Time l-a numit unul dintre cei mai influenți 25 de oameni ai tuturor timpurilor.  În 2012 era profesor la Jon M. Huntsman School of Business de la Utah State University⁠(d) (USU).